# Drachenhaus (Brassó)
A brassói Drachenhaus (Sárkány-ház) a belvárosi Fekete utca 12. szám alatt álló neoklasszikus stílusú, háromszintes épület, mely a sárkány alakú vízköpőknek köszönhetően több legendának lett az alapja. A 19. század elején épült Georg Dück iparos számára, jelenleg szálloda működik benne.

## Története
A Drachenhaust Georg Dück (magyarosan Dück György) építtette 1822-ben, állítólag egy helyi építésszel kötött fogadás után; az építés dátuma és a tulajdonos neve a belső udvar egyik falán elhelyezett domborművön olvasható. Dück tehetséges és tehetős tímármester és bőriparos volt, a 19. századi Erdély leghíresebb bőrgyárának tulajdonosa, szegény iparosok támogatója, a Kronstädter Allgemeine Sparkasse egyik alapítója. Fia, ifj. Georg Dück 1869 és 1871 között Brassó főbírójaként szolgált. Megjegyzendő, hogy a legtöbb forrás és leírás helytelenül állítja, hogy a Drachenhaus Dück városi főbíró nevéhez köthető; az építtető valójában a főbíró apja volt.
Mivel a Fekete utcának ez a része közel helyezkedik el a Főtérhez, a régi hetivásárok alkalmával árusok – főleg kisiparosok – vették birtokba a Drachenhaus előtti teret. Több 19. századi fényképen és ábrázoláson látszanak a vásárosok szekerei és portékái a ház közelében.
Az évek során többször renoválták, ám kinézete csak kismértékben módosult, a vízköpők nem változtak. A legutóbbi felújítás 2006-ban történt. Jelenleg szálloda és bár működik benne, a manzárdon lakások vannak.

## A kultúrában

### Klingsor mondája
A szárnyas, koronás sárkány alakú réz vízköpők már kezdettől fogva megmozgatták a brassóiak fantáziáját, és a város ismert látványosságává tették az épületet. Egy közismert monda szerint a ház – vagy annak elődje – az 1200 körül élt rejtélyes Klingsor von Ungerlant erdélyi származású dalnokhoz és varázslóhoz köthető. Klingsor részt vett az 1206-os wartburgi dalnokversenyen (vagyis a monda szerint Erdélynek már a Német Lovagrend 1211-es érkezése előtt voltak kapcsolatai Türingiával), melyet Wagner Tannhäuserje is megörökít, de alulmaradt a vetélkedésben. Csalódottan és kirekesztve hazatért Brassóba, majd kitanulta a fekete mágiát, és felépítette sárkányos házát. A sárkányok éjjelente megelevenedtek és vörös színben ragyogtak, ijesztegetve a brassói polgárokat.

### Irodalmi művek
- Adolf Meschendörfer szász író Der Büffelbrunnen című, 1935-ben kiadott regényében nosztalgiával említi a Drachenhausban töltött napjait brassói vakációi alkalmával.[5]
- Meschendörfer egy másik regényében (Die Stadt im Osten, 1931) megjelenik a Drachenhaus és Klingsor legendája.[7]
- A ház és a benne lakó varázsló Georg Scherg Die Erzählungen des Peter Merthes 1958-ban kiadott ifjúsági műve egyik elbeszélésének is témája.[1]

## Képek

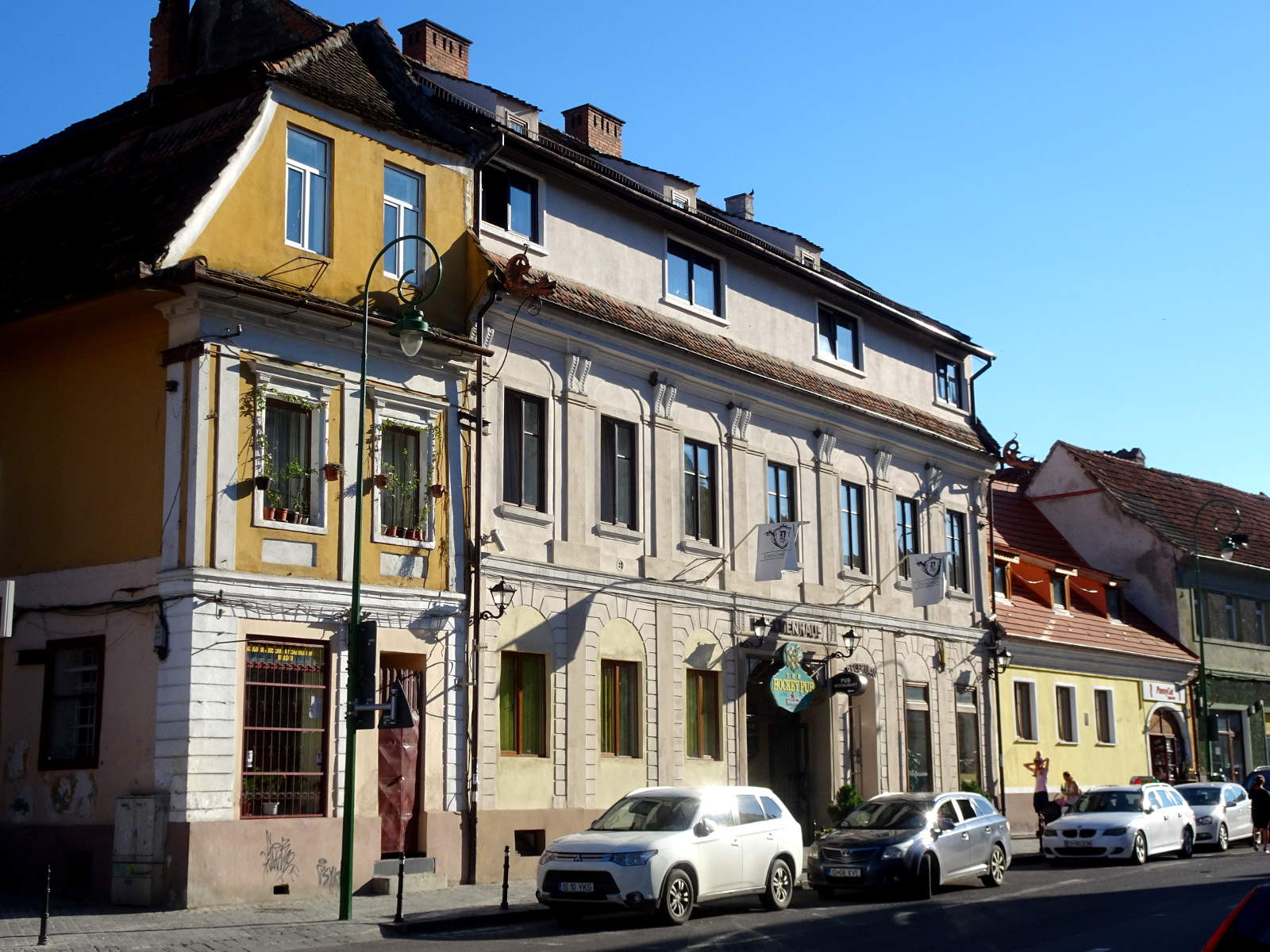
Nappal
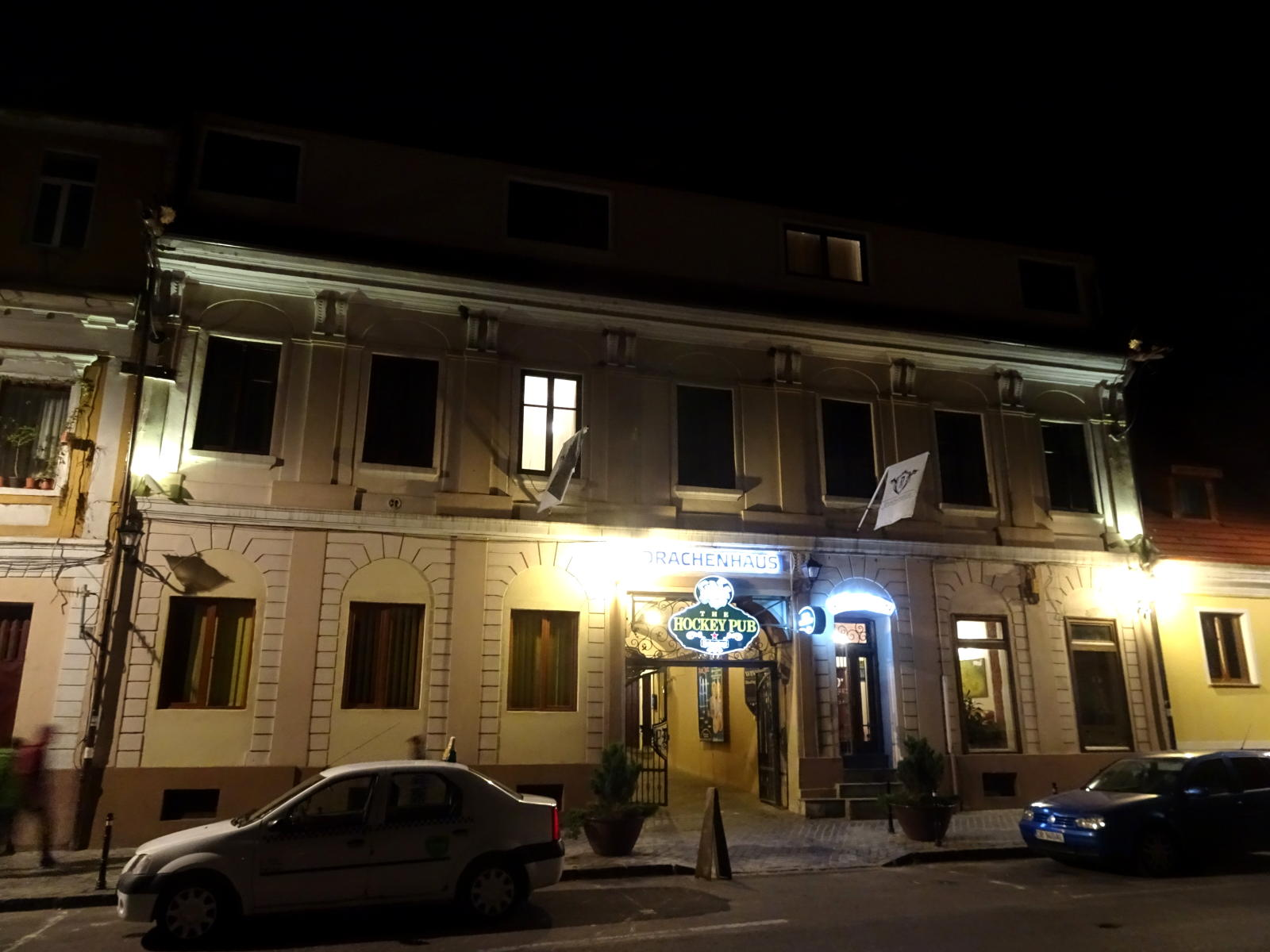
Éjjel
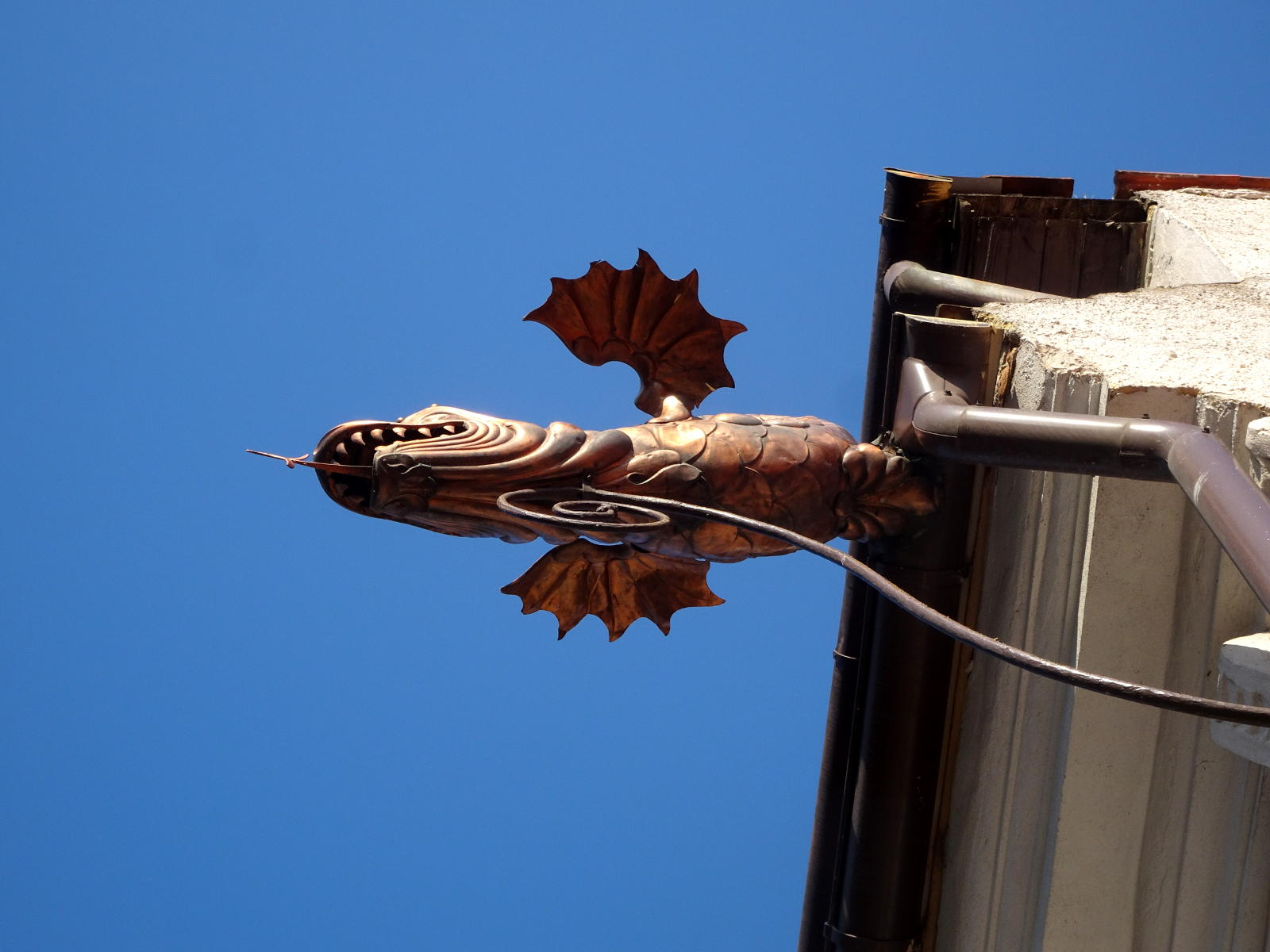
Az egyik sárkány
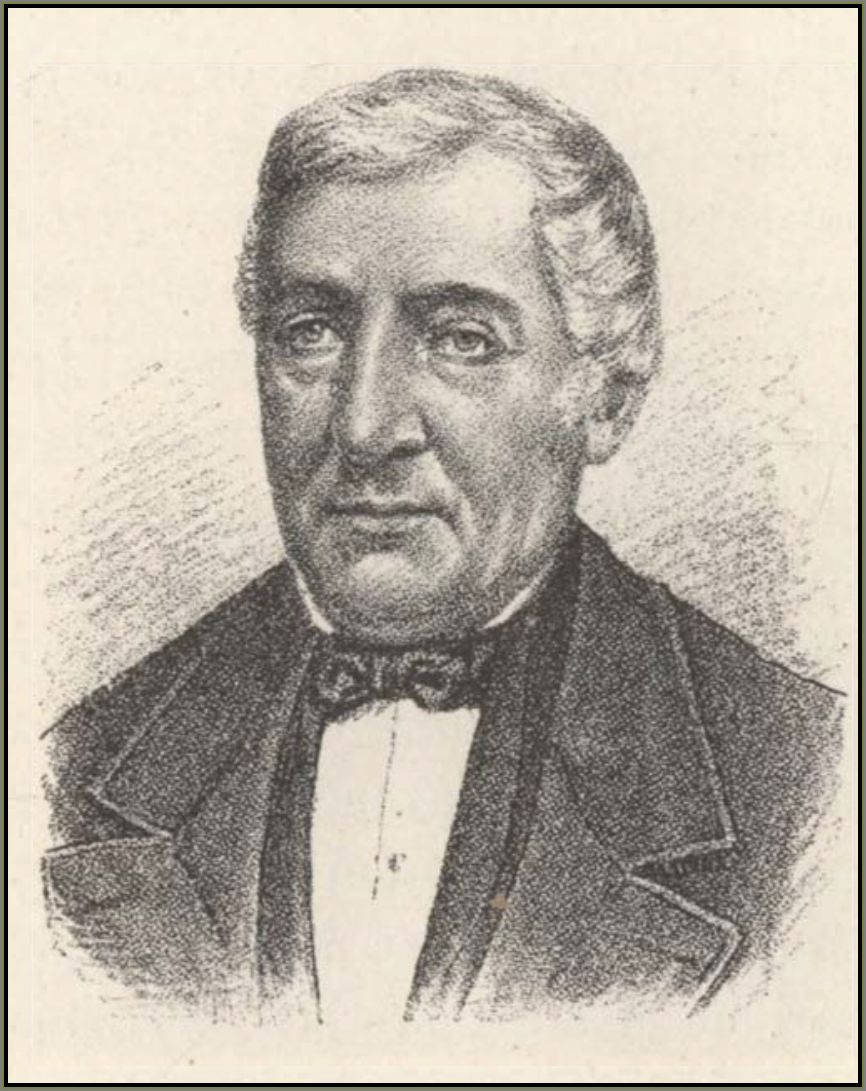
Georg Dück, a ház építtetője
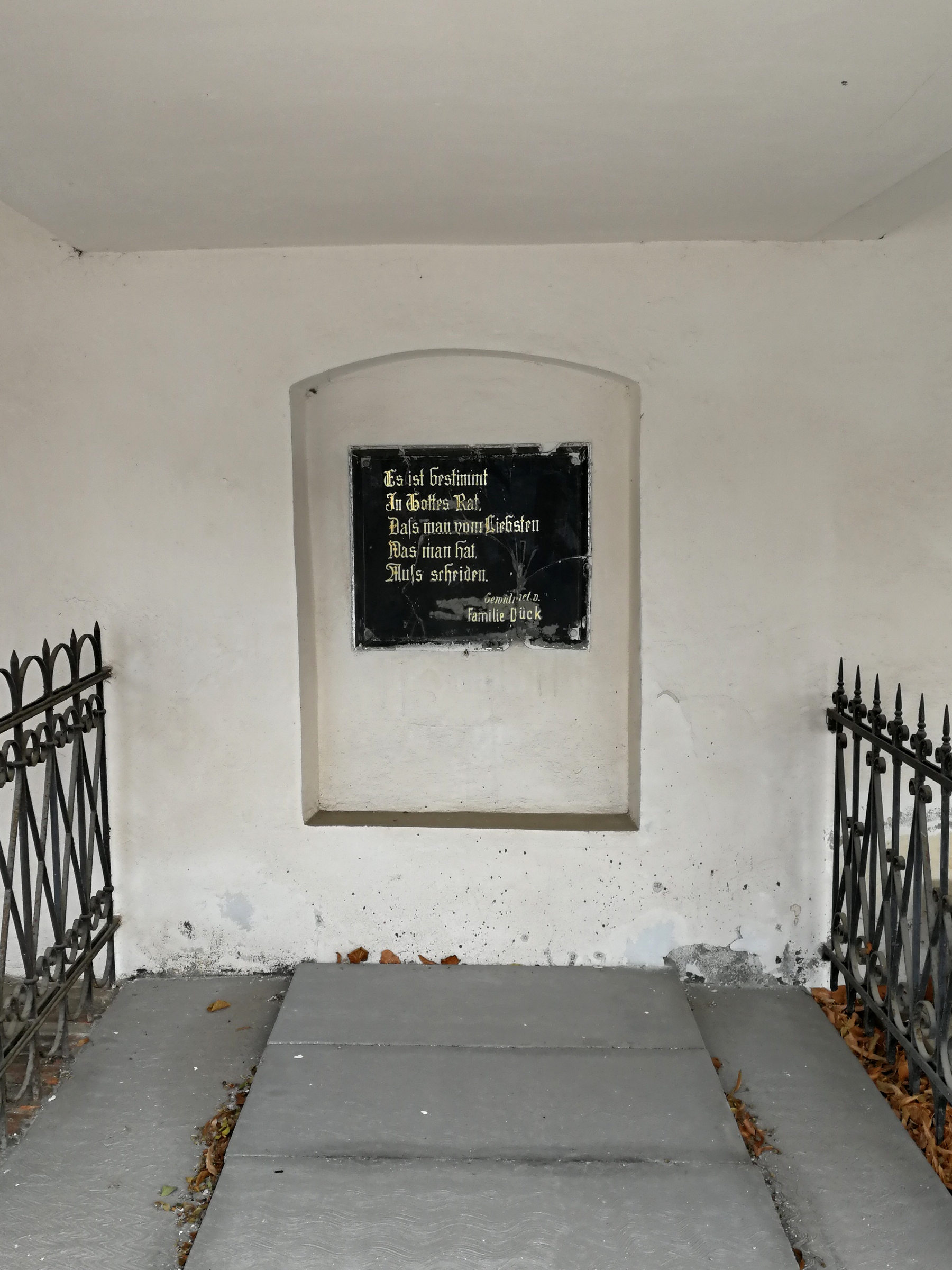
A Dück család kriptája a Mártonhegyi templom cintermében